# Gelaterie sconsacrate
Gelaterie sconsacrate è il primo album studio dei Virginiana Miller, gruppo musicale pop-rock italiano originario di Livorno formatosi nel 1990.

## Descrizione
Gelaterie sconsacrate è stato prodotto da Marc Simon (Corman & Tuscadu) e Giorgio Canali (CCCP Fedeli alla linea, Consorzio Suonatori Indipendenti, PG³R), registrato e mixato da Rinaldo Dealbera al Blue Record Studio di Mondovì, in provincia di Cuneo. La masterizzazione del disco è avvenuta al Profile Studio di Milano ad opera di Paul Libson.

## Critica
Sandro Veronesi su Musica! de la Repubblica accolse entusiasticamente il debutto dei livornesi definendolo un capolavoro e scrivendo «...Io mi sbilancio, ripeto, e per quanto mi riguarda Gelaterie sconsacrate [...] è il disco italiano che stavo aspettando da vent'anni. [...] questi sei ragazzi hanno messo su un impasto di svaccatezza tirrenica e lucentezza anglosassone che lascia sbalorditi. Sono stati capaci, cioè, di coniugare insieme tutto ciò di cui si sono nutriti nella loro giovinezza, inventando una specie di british-labronic mood che sfonda il muro del provincialismo contro il quale tanti altri, tentando operazioni simili, si sono sfranti: e partendo dal loro piccolo mondo di balconcini affacciati sul mare e, appunto, di gelaterie sconsacrate, irrompono nel grande mondo del rock, quello universale e sostanzialmente apolide che ai gruppi italiani è sempre sembrato precluso.»

## Promozione
Nel 1997 i Virginiana Miller si sono esibiti in numerosi programmi televisivi e radiofonici dove sono stati presentati come il gruppo italiano rivelazione dell'anno. Hanno eseguito live l'ultima traccia L'estate è finita nel programma condotto da Sandro Veronesi su Rai 3 Magazzini Einstein, sono stati ospiti di Supergiovani su Rai 2, Help e Hit it su TMC2, Il Muro su Odeon TV, a Suoni e Ultrasuoni e Quelli che la radio su condotto da Giorgio Conte e Giorgio Comaschi Radio 2, e Patchanka su Radio Popolare.

## Ristampa
Il 29 maggio 2012 Gelaterie sconsacrate viene ristampato in CD, vinile in edizione limitata a 300 copie e in digitale dall'etichetta Gibilterra Management e la distribuzione di Venus con una nuova copertina, realizzata dal batterista Valerio Griselli. Viene inoltre aggiunta la bonus track You & me inc., brano registrato durante il periodo di Gelaterie sconsacrate, ma che non venne incluso nella tracklist, successivamente venne inserita come traccia fantasma nell'album A.F.C. dei L'Upo.
Nello stesso periodo viene intrapreso il tour dedicato all'esecuzione dell'album traccia per traccia con arrangiamenti differenti.

## Tracce
1. Curriculum – 3:34
2. Tutti al mare – 5:15
3. L'uomo di paglia – 5:22
4. Dötlingen – 3:15
5. Altrove – 5:48
6. Merenderi – 4:01
7. Nouvelle cuisine – 1:30
8. Caesar palace – 2:51
9. Venere nettuno belvedere – 3:58
10. L'agente al Cairo – 5:10
11. Tutti al mare (versione autunnale) – 3:22
12. L'estate è finita (seguita dalla ghost track You & Me Inc.) – 20:04

Durata totale: 64:10

## Formazione
Gruppo
- Simone Lenzi - testi e voce
- Antonio Bardi - chitarre
- Valerio Griselli - batteria
- Giulio Pomponi - tastiere pianoforte
- Marco Casini - chitarre
- Andrea Fusario - basso

Altri musicisti
- Giorgio Canali - chitarre
- Marc Simon - chitarre, fiati, percussioni
- Massimo Fantoni - chitarre
- Fabio Martino - fisarmonica
- Yo Yo Mundi - cori